# Trzciana (gromada w powiecie krośnieńskim)
Trzciana – dawna gromada, czyli najmniejsza jednostka podziału terytorialnego Polskiej Rzeczypospolitej Ludowej w latach 1954–1972.
Gromady, z gromadzkimi radami narodowymi (GRN) jako organami władzy najniższego stopnia na wsi, funkcjonowały od reformy reorganizującej administrację wiejską przeprowadzonej jesienią 1954 do momentu ich zniesienia z dniem 1 stycznia 1973, tym samym wypierając organizację gminną w latach 1954–1972.
Gromadę Trzciana z siedzibą GRN w Trzcianie utworzono – jako jedną z 8759 gromad na obszarze Polski – w powiecie krośnieńskim w woj. rzeszowskim na mocy uchwały nr 24/54 WRN w Rzeszowie z dnia 5 października 1954.  W skład jednostki wszedł obszar dotychczasowej gromady Trzciana wraz z przysiółkiem Nowa Wieś z dotychczasowej gromady Cergowa ze zniesionej gminy Nadole w powiecie krośnieńskim oraz obszary dotychczasowych gromad Zawadka i Kamionka ze zniesionej gminy Jaśliska w powiecie sanockim w tymże województwie. Dla gromady ustalono 9 członków gromadzkiej rady narodowej.
1 stycznia 1960 gromadę zniesiono, włączając jej obszar do gromad Tylawa (wsie Trzciana, Zawadka i Kamionka) i Nadole (przysiółek Nowa Wieś) w tymże powiecie.